# استپان میکویان

استپان آناستاسی میکویان (ارمنی: Ստեփան Միկոյան؛ ۱۲ ژوئیهٔ ۱۹۲۲ - ۲۴ مارس ۲۰۱۷) خلبان ارمنی‌تبار اهل اتحاد شوروی بود.

## زندگی‌نامه
وی در ۱۲ ژوئیه ۱۹۲۲ در تفلیس به دنیا آمد و در سال ۱۹۴۱ از مدرسه هوانوردی نظامی کاچینسک و در سال ۱۹۵۱ از آکادمی مهندسی نیروی هوایی ژوکوفسکی فارغ‌التحصیل گشت. وی برادرزاده آرتیوم میکویان بود. وی برنده جوایزی همچون قهرمان اتحاد شوروی (۱۹۷۵)، نشان لنین (۱۹۷۵)، نشان جنگ میهنی درجه یک و نشان پرچم سرخ شد و در ۲۴ مارس ۲۰۱۷ در سن سالگی در مسکو درگذشت و در گورستان نووودویچی به خاک سپرده شد.

## نگارخانه

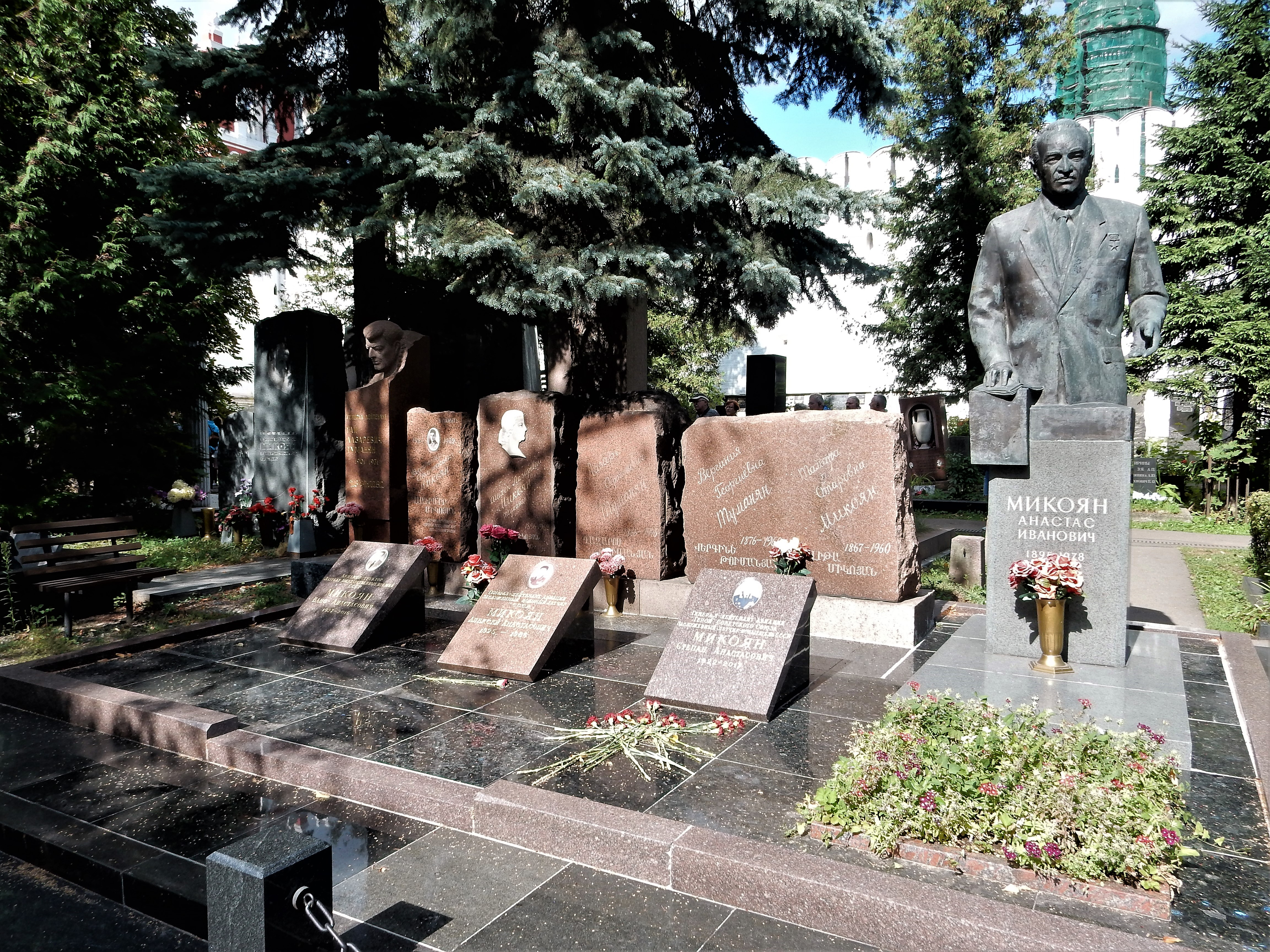

## یادداشت
1. ↑  Kachinsk military aviation school
2. ↑  Zhukovsky Air Force Engineering Academy